# 英傑華集團

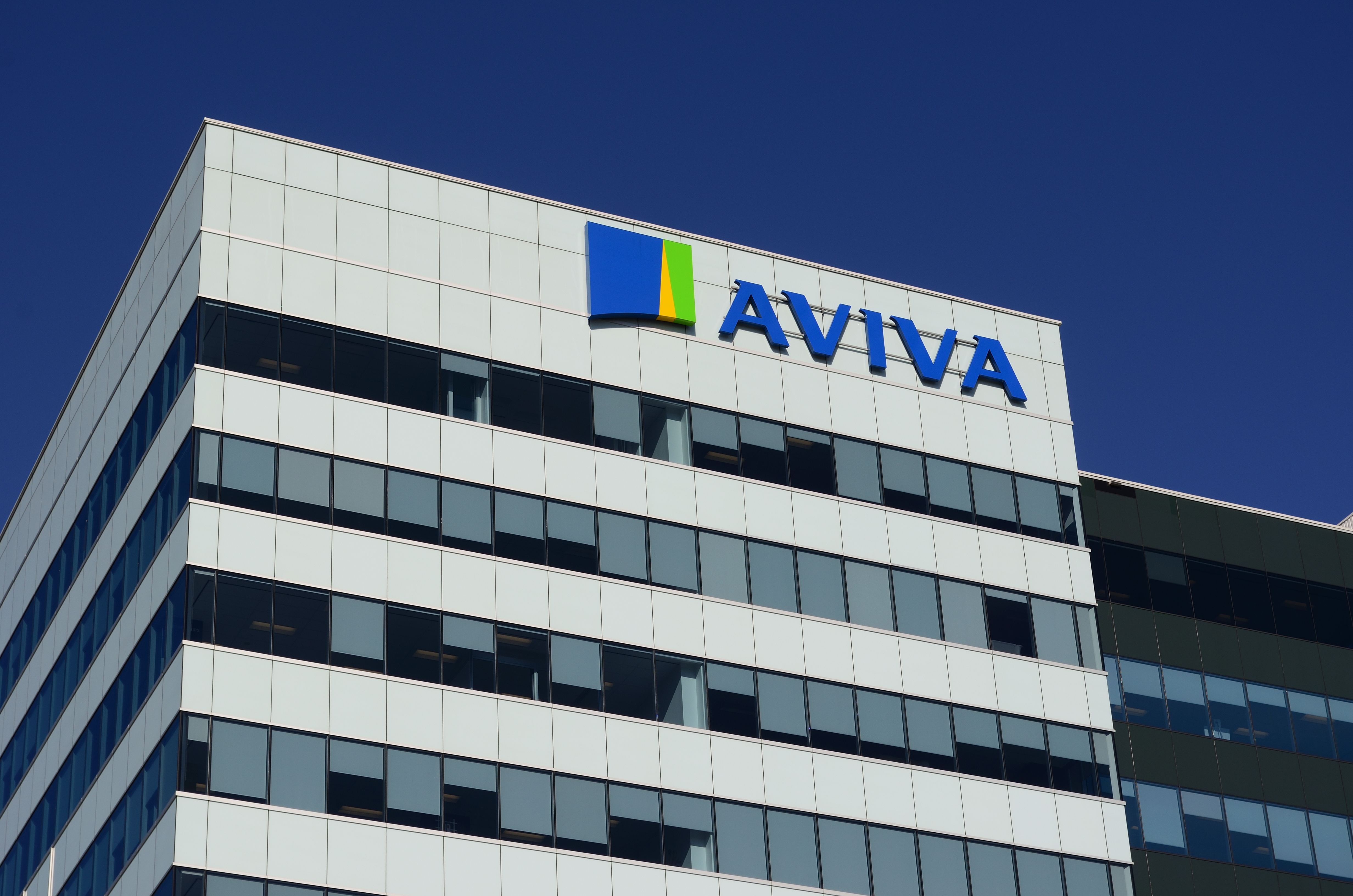
英傑華集團

英傑華集團股份有限公司，簡稱英傑華集團股份、英傑華集團及英傑華（英語：Aviva plc），是一家金融服務公司，總部位於英國倫敦，在2000年由諾里奇聯合股份有限公司及商聯總合股份有限公司合併設立。2002年改現名。

## 历史
現時為英國富時100指數成分股，並在倫敦證券交易所及紐約證券交易所上市，屬於全球第六大保險商，業務主要提供綜合保險、人壽保險及退休保險，地區主要包括英國、亞洲、北美及歐洲大陸。
而總部位於倫敦。2005年3月，英傑華集團進行以11億英鎊收購從事修復汽車業務的皇家汽車會股份有限公司。
2008年1月2日，英傑華集團與台灣第一金控共同創立第一英傑華人壽，為外國保險集團和台灣金控公司共組人壽保險公司的首例。第一英傑華人壽而後改名為第一金人壽。
2011年，英傑華集團完成把從事修復汽車業務的皇家汽車會股份有限公司以10億英鎊出售給美國凱雷集團。
2014年12月1日，英傑華和友誠集團（Friends Life Group）宣佈，兩公司已達成一項價值56億英鎊（約88億美元）的換股合併協議，合併後的公司將成為英國最大的保險、儲蓄和資產管理公司。交易將令Aviva增加逾500萬名客戶。Friends Life股東將持有Aviva已擴大股本的26%，在2017年底前，交易將能助集團每年節省約2.25億英鎊成本。
英傑華集團計畫於2018年二次增資規劃前，以象徵性的一美元將股份售出，自此，英傑華集團退出台灣人壽保險市場，第一金人壽改由第一金控全資持有
2018年9月12日，英傑華伙拍高瓴資本集團及騰訊合組的香港首間網上人壽保險公司Blue (保險公司)，合資比例分別為英傑華香港及高瓴資本各佔四成，騰訊佔餘下兩成。